# تصفيات بطولة أمم أوروبا 2008 المجموعة س
نتائج وترتيب المجموعة س من مسابقة تصفيات بطولة أمم أوروبا لكرة القدم 2008.

## الترتيب
| م | الفريق           | لعب | ف | ت | خ | أ.له | أ.ع | أ.ف | نقاط | التأهل                    |     |     |     |     |     |     |     |     |
| - | ---------------- | --- | - | - | - | ---- | --- | --- | ---- | ------------------------- | --- | --- | --- | --- | --- | --- | --- | --- |
| 1 | إسبانيا          | 12  | 9 | 1 | 2 | 23   | 8   | +15 | 28   | تأهل إلى البطولة النهائية |     | —   | 3–0 | 1–0 | 2–1 | 2–0 | 1–0 | 4–0 |
| 2 | السويد           | 12  | 8 | 2 | 2 | 23   | 9   | +14 | 26   | تأهل إلى البطولة النهائية |     | 2–0 | —   | 1–1 | 0–0 | 2–1 | 5–0 | 3–1 |
| 3 | أيرلندا الشمالية | 12  | 6 | 2 | 4 | 17   | 14  | +3  | 20   |                           |     | 3–2 | 2–1 | —   | 2–1 | 1–0 | 0–3 | 3–1 |
| 4 | الدنمارك         | 12  | 6 | 2 | 4 | 21   | 11  | +10 | 20   |                           | 1–3 | 0–3 | 0–0 | —   | 3–1 | 3–0 | 4–0 |     |
| 5 | لاتفيا           | 12  | 4 | 0 | 8 | 15   | 17  | −2  | 12   |                           | 0–2 | 0–1 | 1–0 | 0–2 | —   | 4–0 | 4–1 |     |
| 6 | آيسلندا          | 12  | 2 | 2 | 8 | 10   | 27  | −17 | 8    |                           | 1–1 | 1–2 | 2–1 | 0–2 | 2–4 | —   | 1–1 |     |
| 7 | ليختنشتاين       | 12  | 2 | 1 | 9 | 9    | 32  | −23 | 7    |                           | 0–2 | 0–3 | 1–4 | 0–4 | 1–0 | 3–0 | —   |     |

1. ↑  أوقفت مباراة الدنمارك والسويد في الدقيقة 89 إثر هجوم أحد الجماهير على حكم المباراة.[1] تم منح المباراة 3–0 لصالح السويد من قبل اليويفا في 8 يونيو 2007.[2]

ملاحظات حول المنتخبات المتأهلة:
- ضمنت إسبانيا التأهلت إلى المسابقة الرسمية في 17 نوفمبر 2007 عقب فوزها 3–0 على السويد، لتصبح عاشر منتخب في كل مرحلة التصفيات يفعل ذلك
- ضمنت السويد التأهل إلى السابقة الرسمية في 21 نوفمبر 2007 عقب فوزها على لاتفيا 2–1، لتصبح المنتخب الحادي عشر في كل مرحلة التصفيات الذي يفعل ذلك

## المباريات
تم الاتفاق على مباريات المجموعة س في اجتماع بين المشاركين في كوبنهاغن، الدنمارك.
| أيرلندا الشمالية | 0–3   | آيسلندا                                        |
| ---------------- | ----- | ---------------------------------------------- |
|                  | تقرير | ثورفالدسون 13' · هريدارسون 20' · غوديونسون 37' |

| لاتفيا | 0–1   | السويد      |
| ------ | ----- | ----------- |
|        | تقرير | شلستروم 38' |

| إسبانيا                                    | 4–0   | ليختنشتاين |
| ------------------------------------------ | ----- | ---------- |
| توريس 20' · فيا 45'، 62' · لويس غارسيا 66' | تقرير |            |

| السويد                     | 3–1   | ليختنشتاين  |
| -------------------------- | ----- | ----------- |
| ألبك 2'، 69' · روزنبرغ 89' | تقرير | م. فريك 27' |

| آيسلندا | 0–2   | الدنمارك                 |
| ------- | ----- | ------------------------ |
|         | تقرير | روميدال 5' · توماسون 33' |

| أيرلندا الشمالية   | 3–2   | إسبانيا             |
| ------------------ | ----- | ------------------- |
| هيلي 20'، 65'، 80' | تقرير | تشافي 14' · فيا 52' |

| الدنمارك | 0–0   | أيرلندا الشمالية |
| -------- | ----- | ---------------- |
|          | تقرير |                  |

| لاتفيا                                               | 4–0   | آيسلندا |
| ---------------------------------------------------- | ----- | ------- |
| كارلسونس 14' · فيرباكوفسكيس 15'، 25' · فيشناكوفس 52' | تقرير |         |

| السويد                 | 2–0   | إسبانيا |
| ---------------------- | ----- | ------- |
| إلماندر 10' · ألبك 82' | تقرير |         |

| آيسلندا     | 1–2   | السويد                     |
| ----------- | ----- | -------------------------- |
| فيدارسون 6' | تقرير | شلستروم 8' · فيلهلمسون 59' |

| ليختنشتاين | 0–4   | الدنمارك                                      |
| ---------- | ----- | --------------------------------------------- |
|            | تقرير | د. ينسن 29' · غرافغارد 32' · توماسون 51'، 64' |

| أيرلندا الشمالية | 1–0   | لاتفيا |
| ---------------- | ----- | ------ |
| هيلي 35'         | تقرير |        |

| ليختنشتاين     | 1–4   | أيرلندا الشمالية                |
| -------------- | ----- | ------------------------------- |
| بورغماير 90+1' | تقرير | هيلي 52'، 75'، 83' · مكان 90+2' |

| إسبانيا                  | 2–1   | الدنمارك     |
| ------------------------ | ----- | ------------ |
| موريينتس 34' · فيا 45+1' | تقرير | غرافغارد 49' |

| ليختنشتاين  | 1–0   | لاتفيا |
| ----------- | ----- | ------ |
| م. فريك 17' | تقرير |        |

| أيرلندا الشمالية | 2–1   | السويد      |
| ---------------- | ----- | ----------- |
| هيلي 31'، 58'    | تقرير | إلماندر 26' |

| إسبانيا     | 1–0   | آيسلندا |
| ----------- | ----- | ------- |
| إنييستا 80' | تقرير |         |

| آيسلندا         | 1–1   | ليختنشتاين |
| --------------- | ----- | ---------- |
| ب. غونارسون 27' | تقرير | رورر 69'   |

| الدنمارك                             | 0–3 أوقفت | السويد                       |
| ------------------------------------ | --------- | ---------------------------- |
| آغر 34' · توماسون 62' · أندرياسن 75' | تقرير     | إلماندر 7'، 26' · هانسون 23' |

| لاتفيا | 0–2   | إسبانيا                             |
| ------ | ----- | ----------------------------------- |
|        | تقرير | زاكريشيفسكيس 45' (ه.ذ.) · تشافي 60' |

| السويد                                                   | 5–0   | آيسلندا |
| -------------------------------------------------------- | ----- | ------- |
| ألبك 11'، 51' · أ. سفينسون 42' · ملبرغ 45' · روزنبرغ 50' | تقرير |         |

| ليختنشتاين | 0–2   | إسبانيا     |
| ---------- | ----- | ----------- |
|            | تقرير | فيا 8'، 14' |

| لاتفيا | 0–2   | الدنمارك         |
| ------ | ----- | ---------------- |
|        | تقرير | روميدال 15'، 17' |

| أيرلندا الشمالية          | 3–1   | ليختنشتاين  |
| ------------------------- | ----- | ----------- |
| هيلي 5'، 35' · لافرتي 56' | تقرير | م. فريك 89' |

| لاتفيا           | 1–0   | أيرلندا الشمالية |
| ---------------- | ----- | ---------------- |
| بايرد 56' (ه.ذ.) | تقرير |                  |

| السويد | 0–0   | الدنمارك |
| ------ | ----- | -------- |
|        | تقرير |          |

| آيسلندا        | 1–1   | إسبانيا     |
| -------------- | ----- | ----------- |
| هالفريدسون 40' | تقرير | إنييستا 86' |

| الدنمارك                                         | 4–0   | ليختنشتاين |
| ------------------------------------------------ | ----- | ---------- |
| نوردستراند 3'، 36' · م. لاورسن 12' · توماسون 18' | تقرير |            |

| آيسلندا                            | 2–1   | أيرلندا الشمالية |
| ---------------------------------- | ----- | ---------------- |
| بيورنسون 6' · غيليسبي 90+1' (ه.ذ.) | تقرير | هيلي 72' (ركلة.) |

| إسبانيا               | 2–0   | لاتفيا |
| --------------------- | ----- | ------ |
| تشافي 13' · توريس 86' | تقرير |        |

| آيسلندا           | 2–4   | لاتفيا                                          |
| ----------------- | ----- | ----------------------------------------------- |
| غوديونسون 4'، 52' | تقرير | كلافا 27' · لايزانس 31' · فيرباكوفسكيس 37'، 46' |

| ليختنشتاين | 0–3   | السويد                                        |
| ---------- | ----- | --------------------------------------------- |
|            | تقرير | ليونغبرغ 19' · فيلهلمسون 29' · أ. سفينسون 56' |

| الدنمارك    | 1–3   | إسبانيا                            |
| ----------- | ----- | ---------------------------------- |
| توماسون 87' | تقرير | تامودو 14' · راموس 40' · رييرا 89' |

| الدنمارك                                         | 3–1   | لاتفيا     |
| ------------------------------------------------ | ----- | ---------- |
| توماسون 7' (ركلة.) · أ. لاورسن 27' · روميدال 90' | تقرير | غوركشس 80' |

| ليختنشتاين                | 3–0   | آيسلندا |
| ------------------------- | ----- | ------- |
| م. فريك 28' · بك 80'، 82' | تقرير |         |

| السويد    | 1–1   | أيرلندا الشمالية |
| --------- | ----- | ---------------- |
| ملبرغ 15' | تقرير | لافرتي 72'       |

| لاتفيا                                                        | 4–1   | ليختنشتاين        |
| ------------------------------------------------------------- | ----- | ----------------- |
| كارلسونس 14' · فيرباكوفسكيس 30' · لايزانس 63' · فيشناكوفس 87' | تقرير | زيرنيس 13' (ه.ذ.) |

| أيرلندا الشمالية    | 2–1   | الدنمارك  |
| ------------------- | ----- | --------- |
| فيني 62' · هيلي 80' | تقرير | بنتنر 51' |

| إسبانيا                                 | 3–0   | السويد |
| --------------------------------------- | ----- | ------ |
| كابديفيلا 14' · إنييستا 39' · راموس 65' | تقرير |        |

| الدنمارك                                | 3–0   | آيسلندا |
| --------------------------------------- | ----- | ------- |
| بنتنر 34' · توماسون 44' · كالينبيرغ 59' | تقرير |         |

| إسبانيا   | 1–0   | أيرلندا الشمالية |
| --------- | ----- | ---------------- |
| تشافي 52' | تقرير |                  |

| السويد                | 2–1   | لاتفيا      |
| --------------------- | ----- | ----------- |
| ألبك 1' · شلستروم 57' | تقرير | لايزانس 26' |

## مسجلي الأهداف
| المركز | اللاعب             | البلد            | الأهداف |
| ------ | ------------------ | ---------------- | ------- |
| 1      | ديفيد هيلي         | أيرلندا الشمالية | 13      |
| 2      | يون دال توماسون*   | الدنمارك         | 7       |
| 2      | دافيد فيا          | إسبانيا          | 7       |
| 4      | ماركوس ألبك        | السويد           | 6       |
| 5      | ماريس فيرباكوفسكيس | لاتفيا           | 5       |
| 6      | ماريو فريك         | ليختنشتاين       | 4       |
| 6      | دينيس روميدال      | الدنمارك         | 4       |
| 6      | تشافي              | إسبانيا          | 4       |
| 9      | إيدور غوديونسون    | آيسلندا          | 3       |
| 9      | أندريس إنييستا     | إسبانيا          | 3       |
| 9      | كيم شلستروم        | السويد           | 3       |
| 9      | يوريس لايزانس      | لاتفيا           | 3       |

هدفين
- الدنمارك: نيكلاس بنتنر، مايكل غرافغارد، مورتن نوردستراند
- لاتفيا: غيرتس كارلسونس، أليكسييس فيشناكوفس
- ليختنشتاين: توماس بك
- أيرلندا الشمالية: كايل لافرتي
- إسبانيا: سيرخيو راموس، فرناندو توريس
- السويد: يوهان إلماندر*، أولوف ملبرغ، ماركوس روزنبرغ، أندرس سفينسون، كريستيان فيلهلمسون

هدف واحد
- الدنمارك: دانييل ينسن، توماس كالينبيرغ، مارتن لاورسن، أولريك لاورسن
- آيسلندا: آرمان سماري بيورنسون، برينيار غونارسون، إميل هالفريدسون، هيرمان هريدارسون، غونار هيدار ثورفالدسون، آرنار فيدارسون
- لاتفيا: كاسبارس غوركشس، أوسكارس كلافا
- ليختنشتاين: فرانتس بورغماير، رافاييل رورر
- أيرلندا الشمالية: وارن فيني، غرانت مكان
- إسبانيا: خوان كابديفيلا، لويس غارسيا، فرناندو موريينتس، ألبيرت رييرا، راؤول تامودو
- السويد: فريدريك ليونغبرغ

أهداف ذاتية
- لاتفيا: دزينتارس زيرنيس (لصالح  ليختنشتاين)
- أيرلندا الشمالية: كريس بايرد (لصالح  لاتفيا)، كيث غيليسبي (لصالح  آيسلندا)

(*) الأهداف المسجلة في مباراة الدنمارك ضد السويد ليست مدرجة في إجمالي الأهداف المسجلة بما أن المباراة أوقفت في الدقيقة 89 وإعلان بطلان النتيجة حتى ذلك الوقت

## وصلات خارجية
- الموقع الرسمي